# Regulatorprotein
Als Regulatorprotein bezeichnet man ein Protein, das einen molekularen biochemischen Prozess reguliert, also entweder aktiviert oder bremst. Die wichtigsten derart regulierten Prozesse sind katalytische (Enzym)-Aktivität, Translation, Transkription und Proteasom-Aktivität. Regulatoren der Transkription heißen auch Transkriptionsfaktoren. Im Zusammenhang mit Enzymaktivität ist die Regulation meist negativ. Die für Regulatorproteine codierenden Gene heißen Regulatorgene.